# Thiên (Phật giáo)
Thiên (zh. 天, sa., pi. deva), còn gọi là Thiên nhân, Thiên thần; với nguyên nghĩa Phạn deva là "người sáng rọi", "người phát quang", trong văn hóa Phật Giáo là một trong 8 loại phi nhân, là những chúng sinh sống tại Cõi Trời trong Sáu đạo, trong một tình trạng hạnh phúc lâu dài, tuy nhiên vẫn nằm trong vòng Luân hồi (sa. saṃsāra). Nhờ những nghiệp tốt đã tạo, các vị Thiên nhân đều có ngoại hình đẹp đẽ, tuổi thọ rất dài và rất sung sướng. Nhưng chính hạnh phúc này là chướng ngại trên đường giải thoát vì họ khó có thể hiểu được "khổ đế" trong Tứ diệu đế.
Theo đạo Bụt, có 28 cõi Trời, gồm có 6 thuộc Dục giới (sa, pi. kāmaloka, kāmadhātu), 18 thuộc Sắc giới (sa., pi. rūpaloka, rūpadhātu) và 4 thuộc Vô sắc giới (sa., pi. arūpaloka, arūpadhātu, xem Ba giới, sa. triloka).

## Các cõi trời Dục Giới
Dục giới (zh. 欲界; s, p: kāmaloka, kāmadhātu, bo. dö kham འདོད་ཁམས་, dö pé kham འདོད་པའི་ཁམས་): có ham muốn về thể xác, giới tính và đầy đủ những ham muốn khác.
- Trời Tứ Thiên Vương (zh. 四天王, sa. caturmahārājika-deva) hay còn được gọi là Hộ Tứ Thiên Vương, tức là bốn ông Thiên Vương bảo hộ nhân gian. Tứ Thiên Vương nằm ở lưng chừng núi Tu Di; còn Đạo Lợi Thiên thì ở tại trên đỉnh núi này.

Tứ Thiên Vương chính là bốn vị đại thiên vương chấn giữ bốn phương: Đông Thiên Vương, Nam Thiên Vương, Tây Thiên Vương và Bắc Thiên Vương.Ở phương Đông là Trì Quốc Thiên Vương, ở phương Nam là Tăng Trưởng Thiên Vương, ở phương Tây là Quảng Mục Thiên Vương, và ở phương Bắc là Đa Văn Thiên Vương.
Ở cõi trời mà bốn vị đại thiên vương cư ngụ, thọ mạng của thiên nhân là 500 tuổi; và một ngày một đêm tại cõi Tứ Thiên Vương là 50 năm ở chốn nhân gian.
- Trời Đao Lợi (zh. 三十三, sa. trāyastriṃśa-deva). Đạo Lợi là Phạn ngữ; Trung Hoa dịch là tam thập tam, tức là cõi trời Ba Mươi Ba  Thiên, chủ của cõi trời này còn được gọi là Năng Thiên Tử.
- Trời  Dạ-ma (zh. 夜摩, sa. yāma-, suyāma-deva). Đây là nơi mà ánh sáng mặt trời mặt trăng đều không rọi được. Ở cõi Dạ Ma Thiên này trên thân đều có hào quang chiếu sáng, cho nên không cần ánh sáng mặt trời và mặt trăng.

Dạ Ma là Phạn ngữ Trung Hoa dịch là Thiện Trời Phân (khéo chia thời giờ). Cõi trời này nằm ở vị trí quá cao, ánh sáng mặt trời và mặt trăng không thể rọi tới được; cho nên thiên nhân ở đầy bèn lấy lúc bông sen nở và khép lại để phân chia ngày và đêm,hoa nở là ban ngày, hoa khép là ban đêm.
Tại Tứ Thiên Vương thì thiên nhân cao nửa dặm.
Tại Đạo Lợi Thiên, thiên nhân cao một dặm, và có thọ mạng là 1000 tuổi. Một ngày một đêm ở cõi trời này là 100 năm ở cõi nhân gian.
Thân của Thiên nhân ở Dạ Ma đây cao một dặm rưỡi, và có thọ mạng là 1500 tuổi. Một ngày một đêm ở cõi trời này là 150 năm ở trần gian.
Cứ lên cao hơn một tầng trời thì thọ mạng được tăng thêm 500 tuổi, than cao thêm nửa dặm; cho nên càng lên cao các tầng trời phía trên thì thiên nhân có thân hình càng cao lớn, và tuổi thọ càng gia tăng.
- Trời Đâu Suất Dà (zh. 兜率天, sa. tuṣita-deva). Đâu Suất Dà là Phạn ngữ Trung Hoa dịch là tri túc (biết đủ); do đó cũng gọi là Tri Túc Thiên. Đâu Suất Đà Thiên gồm có Nội Viện và Ngoại Viện. Bồ Tát Di lặc hiện ngụ tại Nội Viện, còn các thiên nhân thì ở tại Ngoại Viện

Tam tai (ba thứ tai họa: lửa cháy, nước trôi, gió bão) không tràn đến được Đâu Suất Nội Viện được, nhưng vẫn có thể hủy diệt Đâu Suất Ngoại Viện.
- Trời Hoá Lạc (zh. 化樂天, sa. nirmāṇarati-deva). Sự vui sướng tại cảnh trời này có tánh biến hóa, bởi sự vui sướng phi thường ấy là do chư thiên ở đó biến hóa ra.
- Trời Tha Hoá Tự Tại (zh. 他化自在天, sa. paranirmita-vaśavarti-deva). Sự vui sướng ở Tha Hóa Tự Tại Thiên vốn là của các cõi trời khác hóa hiện ra vì, chư thiên ở đây có thần thông nên họ có thể đưa sự vui sướng của các cõi trời khác về cõi trời của họ. Tha Hóa Tự Tại Thiên là nơi trú ngự của thiên ma, không phải của các vị thiên thần hoặc các vị thiên.

## Các cõi trời Sắc Giới
Sắc giới (zh. 色界, sa. rūpaloka, rūpadhātu, bo. zug kham གཟུགས་ཁམས་): thuộc tầng trời sắc giới, các chúng sinh ở đây đều đã chấm dứt mọi ham muốn giới tính, không cần ăn uống, nhưng còn có thân xác và khoái lạc tinh thần, sắc. Đây là thế giới của những người đã đạt tới Thiền định (sa. dhyāna) nếu chỉ có phước báu sẽ không thể sinh lên cảnh giới này, không bị bát phong (8 loại gió) làm lay động tâm gồm: “lợi-suy, hủy-dự, xưng-cơ, khổ-lạc”, là lợi dưỡng - suy hao, hủy báng - tán thán, tôn kính - chê bai, đau khổ - vui mừng, hay còn gọi là được - mất, khen - chê, tốt - xấu, khổ đau - sung sướng, càng lên tầng trời cao công phu thiền định càng sâu, hỷ lạc sinh ra ở tâm càng lớn. Thức ăn hoặc yếu tố để duy trì sinh mạng là niềm vui an lạc nơi nội tâm.
1.  Sơ thiền (zh. 初禪天) với ba cõi sau:
- Trời Phạm Chúng (zh. 梵身天, sa. brahmaparśadya). Phạm có nghĩa là thanh tịnh. Dục niệm của thiên nhân ở cõi Sơ Thiền Thiên thì càng nhẹ hơn so với Lục Dục Thiên cho nên gọi là Phạm. Tất cả thiên nhân ngủ ở tầng trời này đều thanh tịnh và đều là dân chúng của toàn cõi Phạm Thiên.
- Trời Phạm Phụ (zh. 梵輔天, sa. brahmapurohita). Chư thiên ở nơi này là những vị tể quan thanh tịnh làm quan trên cõi trời. Phụ tức là phụ tá và ở đây là phụ tá cho Đại Phạm Thiên Vương.
- Trời Đại Phạm (zh. 大梵天, sa. mahābrahmā). Đây là nơi chú ngự của Đại Phạm Thiên Vương. Ngài vốn là người rất siêng năng dụng công đạo nhưng chỉ tu thiên phước để được hưởng phước lạc của cõi trời chứ chưa đạt đến mức khai ngộ và chứng quả vị; do đó ngài được sanh lên cõi trời và làm vua trời Đại Phạm. Vị Đại Phạm Thiên Vương này được sự ủng hộ của chư thiên ở tầng trời Phạm Chúng và Phạm Phụ

2. Trời Nhị thiền (zh. 二禪天) với ba cõi sau:
- Trời Thiểu Quang (zh. 少光天, sa. parīttābha). Thân thể của chư thiên ở tầng trời này đều tỏ ánh hào quang và hào quang này lớn hơn nhiều so với hào quang của thiên nhân ở trời Dạ Ma. Tuy nhiên, trong ba tầng trời thuộc Nhị Thiền Tam Thiên thì hào quang của thiên nhân ở trời Thiểu Quang có phần kém thua hai tầng trời kia.

Chư thiên ở tầng trời này có hào quang là do lúc còn tu hành ở thế gian, họ chuyên chú tuân thủ Giới Luật trì Giới rất thanh tịnh. Chư thiên ở trời Phạm Chúng và trời Phạm Phụ cũng tuân thủ Giới Luật vậy, có điều là không được nghiêm ngặt bằng chư thiên ở trời Thiểu Quang, cho nên không phát hào quang. Thiên nhân cõi trời Thiểu Quang chẳng những giữ giới rất thanh tịnh mà còn sanh xuất hào quang nữa, do đó mà được sanh lên tầng trời này.
- Trời Vô Lượng Quang (zh. 無量光天, sa. apramāṇābha). Tầng trời này có vô lượng vô biên hào quang, không tính ra số lượng được.
- Trời Cực Quang Tịnh (zh. 極光淨天, sa. abhāsvara, kiểu dịch cũ là trời Quang Âm (zh. 光音天). Tầng trời nằm phía trên trời Vô Lượng Quang là trời Quang Âm. chư thiên ở cõi trời Quang Âm nói chuyện với nhau bằng hào quang, tương tự như việc dựa vào tác dụng của điện quang để cấu tạo hình ảnh của tivi, chư thiên ở đây dùng ánh sáng tiêu biểu cho lời nói. Thiên nhân ở cõi trời Quang Âm không phát ra tiếng nói không có nghĩa là họ không biết nói, chẳng qua là họ không dùng ngôn ngữ mà lại dùng hào quang để nói chuyện.

3. Trời Tam thiền (zh. 三禪天) bao gồm:
- Trời Thiểu Tịnh (zh. 少淨天, sa. parīttaśubha).
- Trời Vô Lượng Tịnh (zh. 無量淨天, sa. apramāṇaśubha);
- Trời Biến Tịnh (zh. 遍淨天, sa. śubhakṛtsna).

4. Trời Tứ thiền (zh. 四禪天) gồm có:
- Trời Phước Sanh (zh. 福生天, sa. puṇyaprasava). được gọi là trời Phước sanh vì chư thiên ở tầng trời này đều là khổ nhân dĩ tận, lạc phi thường trụ họ không còn sự đau khổ và cũng không còn chấp trước vào dục lạc nữa.
- Trời Phước Ái. đây là tầng trời thứ hai thuộc Tứ thiền Thiên Phước ái tức là yêu. yêu cái Phước yêu Phước thích phước phước ái thiêng tức là cõi trời yêu chuộng phúc đức chư thiên ở tầng trời này thì:

Xả tâm viên dung,
Thắng giải thanh tịnh,
Đắc diệu tùy thuận,
Khổ lạc song ly.
Xả tâm viên dung: Lòng thí xã của chư thiên ở tầng trời này đã đạt đến cảnh giới viên dung vô ngại, những gì không thể thấy xã được điều thí xả, những gì có thể thấy sẽ được cũng đều thí xả; những gì không thể buông bỏ được điều buông bỏ, những gì có thể buông bỏ được thì càng phải buông bỏ.
Thắng giải thanh tịnh: họ đạt đến được giải thoát thù thắng rất thanh tịnh. Thắng giải thanh tịnh Phước báu của họ to lớn vô  ngần, có thể nói là vượt phước ấy khỏi trời đất, không có gì có thể che lấp được.
Đắc diệu tùy thuận: Họ đạt tới cảnh giới tùy tâm như ý đây là một sự tùy thuận vô cùng kỳ diệu. Muốn được nấy, luôn luôn được vừa lòng như ý.
Khổ lạc song ly: Bấy giờ không có khổ đau cũng chẳng có còn vui sướng, họ đã liều bỏ được cảm giác khổ và sướng. Tuy nhiên, chư thiên ở đây cũng còn một thứ muốn khác, một thứ hi vọng khác. Đó là hi vọng ở ngay hai tầng trời phía trên trời Phước Ái đó là hai tầng trời Quảng Quả và Vô Tưởng họ hy vọng đạt được cảnh giới của hai tầng trời này. Trời Quảng Quả là một trong những tầng trời thuộc Tứ thiền Thiên, còn trời Vô Tưởng là nơi trú ngụ của ngoại đạo. Từ trời Phước Ái chư thiên có thể đến trời Quảng Quả lại cũng có thể đến trời Vô Tưởng; mà đến trời Vô Tưởng tức là tiến vào cảnh giới của ngoại đạo. Cho nên ở đây cũng giống như gặp phải ngã rẽ, rất dễ đi sai đường.
- Trời Quảng Quả (zh. 廣果天, sa. bṛhatphala). Thơi Quảng Quả là quả vị của phàm phu. Sáu tầng trời Dục (Lục Dục chư thiên) đều được xem là cảnh giới phàm phu - quả vị mà hạng phàm phu có thể đạt không vượt quá trời Quảng Quả, không hơn được cảnh giới của trời Quản Quả.

Trơi Quảng Quả cách biệt hẳn với mọi nhiễm ô, phiền lụy của các tầng trời bên dưới. Tại tầng trời Quản Quả chư thiên sống trong niềm an lạc vô cùng vô tận và thần thông của họ cũng diệu dụng vô cùng. Cho nên, được sanh lên trời Quảng Quả không phải là chuyện dễ. Sự diệu tùy thuận ở đây còn thâm áo hơn ở trời Phước Ái - một bậc không những chỉ tùy thuận thôi mà là quảng diệu tùy thuận- một sự tùy thuận rộng lớn vi diệu. Tùy thuận tức là tùy tâm thuận ý chư thiên ở nơi này chứng đắc quả vị mà họ đang tu tập, thuận theo điều họ mong mỏi.
- Trời Vô Tưởng (zh. 無想天, sa. asāṃjñika). Chư thiên ở trời vô tưởng đoạn dứt mọi tư tưởng, nhưng đó chưa phải là sự đoạn dứt vĩnh viễn. Họ chỉ mới đoạn được trong 500 kiếp mà thôi. Thọ mạng của họ là 500 kiếp, như vậy suốt trong một đời của họ, tư tưởng không nảy sinh, họ không nghĩ ngợi, không có tư tưởng thế nhưng trong 500 kiếp ấy có 499 kiếp là không có tư tưởng và một kiếp có tư tưởng. Trong một kiếp này, suốt nửa kiếp đầu thì tư tưởng diệt, không hề dấy khởi; đến nửa kiếp cuối thì tư tưởng lại sanh khởi. Cho nên, Vô Tưởng ở đây nghĩa là trọn đời rất hiếm khi sanh khởi tư tưởng. Toàn cõi trời này là nơi trú ngụ của ngoại đạo. Tại đây, ngoại đạo tự do là cảnh trời rốt ráo và đinh ninh rằng lúc này họ có thể đạt được Niết Bàn chính vì thế mà họ ở lại đây để tu hành. Nhưng tu hành thì tu hành mà vẫn bị đọa lạc như thường.
- Trời Vô Phiền (zh. 無煩天, sa. avṛha). Phiền tức là phiền não. Thiên nhân ở tầng trời này không còn kiến tư phiền não nữa. Họ đã đoạn dứt được kiến tư phiền não.

Kiến là cái thấy đối diện với cảnh giới liền sanh lòng tham ái đó gọi là kiến phiền não của cái thấy. Tư tưởng nghĩ ngợi đối với đạo lý vì không hiểu rõ mà sanh tâm phân biệt hãy gọi là tư tưởng phiền não hay tư hoặc - phiền não của ý tưởng.
Chư thiên ở tầng trời Vô Phiền này không còn hai mối phiền não kiến hoặc và tư hoặc nữa, nên cũng không phải chịu đựng mối phiền não phiền nhiệt; mà cũng chẳng có khổ, chẳng có sướng, sướng khổ đều tiêu vong. Tại cảnh giới khổ lạc song vong này, họ không có tâm đấu tranh bởi không có tâm đấu tranh nên họ chẳng có phiền não; hết phiền não thì được thanh lương (mát mẻ).
- Trời  Vô Nhiệt (zh. 無熱天, sa. atapa). Nhiệt (nóng) tức là phiền não. Tằng trời này rất mát mẻ, thanh thản, không còn có các phiền não của nhiệt.
- Trời Thiện Kiến (zh. 善見天, sa. sudarśana). Chư thiên ở tầng trời này có tầm nhìn vô cùng rộng lớn, họ có thể thấy được rất xa.
- Trời Thiện Hiện. Ở tầng trời này có một sự biến hóa rất vi diệu, chư thiên ở đây có thể biến hóa ra mọi cảnh giới an lạc.
- Trời Sắc Cứu Cánh (zh. 色究竟天, sa. akaniṣṭha). Các tầng trời trên đều thuộc Sắc Giới Thiền Thiên, còn tầng trời này là Trời Sắc Cứu Cánh.
- Trời Đại Tự Tại (zh. 大自在天, sa. mahāmaheśvara). Ma Hê Thủ La là tiếng phạn, Trung Hoa dịch là Đại Tự Tại. Đại Tự Tại Thiên Vương có tám tay, ba đầu, cỡi một con trâu lớn màu trắng và Ngài tự cho mình là rất thong dong tự tại.

Trong 10 cảnh giới kể trên ngoại trừ trời Vô Tưởng là nơi trú ngự của thiên ma ngoại đạo, tất cả 9 tầng trời còn lại trời: trời Phước Sanh, trời Phước Ái, trời Quảng Quả, trời Vô Phiền, trời Vô Nhiệt, trời Thiện Kiến, trời Thiện Hiện, trời Sắc Cứu Cánh, trời Ma Hê Thủ La đều thuộc cõi Tứ Thiền Thiên.
Tứ Thiền còn gọi là Xả Niệm Thanh Tịnh Địa. Ở cảnh giới Sơ Thiền thì mạch tim ngừng đập, đến Nhị Thiền thì hơi thở ngừng hẳn, đến Tam Thiền thì niệm ngừng lại, còn Tứ Thiền thì xả niệm, vứt bỏ hết mọi niệm không còn gì nữa.

## Các cõi trời Vô Sắc Giới
Vô sắc giới (zh. 無色界, sa. arūpaloka, arūpadhātu, bo. zuk mé kham གཟུགས་མེད་ཁམས་, zuk mé kyi kham གཟུགས་མེད་ཀྱི་ཁམས་): thế giới này được tạo dựng thuần tuý bằng tâm thức và gồm bốn xứ (sa. arūpasamādhi). Các chúng sinh ở đây không còn thân xác vật chất mà chỉ tồn tại dưới dạng ý thức, họ đã chấm dứt mọi ham muốn và khoái lạc tinh thần, ngoại trừ vọng tưởng, chấp trước, phiền não. Chúng sinh ở đây đã loại bỏ được sự phiền toái của thân xác, sự lệ thuộc và chướng ngại vật lý nên họ không có và không cần thân xác. Họ vẫn cần thức ăn hay cách để duy trì sự tồn tại theo chu kỳ đó là ý niệm tịnh tĩnh mông lung, bao la, đó là nhập vào đại định. Nếu chúng sinh nào tu lên tầng này họ sẽ không thể tiếp thu Phật pháp, không nghe chánh pháp Như Lai: họ không biết khổ vì lục căn của họ đã xả đi, thân xác họ cũng không có, họ không nghe được giáo pháp Như Lai mà chỉ hưởng thụ chìm đắm khoái lạc của thiền định, tịnh tĩnh trong khoảng thời gian cực dài - đại kiếp nên Phật có thuyết pháp cho họ cũng không được, không thể tiếp nhận, có thể nói ngần ấy thời gian không gặp Phật pháp, rất khó đi đến giải thoát, cuối cùng vẫn phải đọa lạc.
Vô sắc giới gồm các tầng trời:
- Trời Không Vô Biên Xứ (zh. 空無邊處, sa. ākāśanantyāyatana);
- Trời Thức Vô Biên Xứ (zh. 識無邊處, sa. vijñānanantyāyatana);
- Trời Vô Sở Hữu Xứ (zh. 無所有處, sa. ākiṃcanyāyatana);
- Trời Phi Tưởng Phi Phi Tưởng Xứ (zh. 非想非非想處, sa. naivasaṃjñā-nāsaṃjñāyatana). Bởi ngay cả cái thức cũng không còn nên gọi là Phi Tưởng nhưng Phi Tưởng này không phải là hoàn toàn không có tuổi mà là vẫn còn chút ít do chẳng phải không còn tưởng nên gọi là Phi Tưởng Phi Phi Tưởng Xứ Thiên.

Hành giả tu học thiền đến cảnh giới cao, trên mức tứ thiền định (từ Không Vô Biên Xứ trở lên) có thể sinh vào bốn xứ này. Chúng sinh ở cõi Vô Sắc giới không phải chịu bất tác ý khổ (không đạt được ham muốn nên buồn khổ) bởi họ đã trừ hết những ham muốn về giới tính, thể xác. Họ cũng không phải chịu hoại khổ (do không còn thể xác nên không lo bản thân bị hư hoại). Nhưng họ vẫn chịu hành khổ (không thoát được luân hồi), tức là đến lúc hết phước báu, thọ mạng của họ sẽ hết và họ sẽ phải chết đi, luân hồi sang kiếp khác vì cảnh giới này cao nhất Phi tưởng Phi-Phi tưởng tâm không có phiền não trong 84 000 Đại kiếp (84000×1.334.240.000 = 112 076 160 000 000 năm ) cũng là thọ mạng của họ, hết thời hạn lập tức đọa xuống tầng trời thấp hơn, cảnh giới này không duy trì vĩnh viễn và nằm trong luân hồi. Trên nữa là A-la-hán, phiền não đã chấm dứt vĩnh viễn.